# Гутьеррес, Эдуардо (писатель)
Эдуардо Гутьеррес (исп. Eduardo Gutiérrez; 15 июля 1851, Буэнос-Айрес — 2 августа 1889, там же) – аргентинский писатель
 и журналист.
Представитель костумбризма и литературы гаучо.

## Биография
С юного возраста зарабатывал на жизнь в редакциях, описывая эпизоды гражданских войн, жизнь военачальников или просто грабежи и преступления, потрясавшие города и деревни.
Десять лет своей жизни провёл в качестве офицера на границе, сражаясь с индейцами.  Позже полностью посвятил себя литературному творчеству. Популярность его сочинений побудила его публиковаться в престижных газетах того времени. 
Автор около тридцати книг. Его произведения о гаучо были очень популярны в Аргентине, особенно его роман о мужественном и благородном разбойнике Хуане Морейре. Произведение написанное, как роман, было адаптировано для сцены в 1884 году. Оно также было экранизировано в 1948 и 1974 годах.

## Избранные произведения
- La muerte de un héroe (1871)
- Juan Moreira (1879)
- El tigre del Quequen (1880)
- Santos Vega (1880)
- Juan Cuello (1880)
- Hormiga Negra (1881)
- Juan sin patria (1881)
- Los grandes ladrones (1881)
- La muerte de Buenos Aires (1882)
- Don Juan Manuel de Rosas (1882)
- El rastreador (1884)
- Los montoneros (1884)
- El Chacho (1886)
- Los hermanos Barrientos (1886)
- Antonio Larrea ó Un capitán de ladrones en Buenos Aires (1886)
- Croquis y siluetas militares (1886)
- Ignacio Mongues (1886)
- El puñal del tirano (1888)
- Una amistad hasta la muerte (1891)
- Dominga Rivadavia (1892)
- Pastor Luna (1892)
- Carlo Lanza (1893)
- El asesinato de Álvarez (1896)
- Los enterrados vivos (1896)
- Amor Funesto (1896)
- Una demanda curiosa (1899)
- Un viaje infernal (1899)
- Los siete bravos
- La Mazorca
- Infamias de una madre

Похоронен на Кладбище Реколета.